# Это время любви
«Это время любви» — третий сборник песен российской певицы Валерии.

## Рецензии музыкальных критиков
Алексей Мажаев из агентства InterMedia оценил альбом в 3 балла из 5. Рецензент посчитал композиции «Это время любви», «Сердце из стекла», «Мы боимся любить» тяжёловесными эстрадными песнями. По его мнению, песня «Ты моя» выполнена «в такой же излишне драматичной стилистике», и что «настоящими народными эти песни не становятся». Рецензент посчитал, что песня «По Серпантину» не совсем удачно расположена в списке композиций, так как «сразу следом идут самые бронебойные хиты сборника «Часики» и «Мы вместе», быстро вытесняющие впечатления от предыдущих песен». Также была отмечена англоязычная композиция The Party's Over, в которой «элементы рок-н-ролла удачно сочетаются с элементами кабаре».

## Список композиций
| №   | Название                                         | Длительность |
| --- | ------------------------------------------------ | ------------ |
| 1.  | «Это время любви»                                | 3:38         |
| 2.  | «Мой любимый»                                    | 2:52         |
| 3.  | «Ты моя» (совместно с Анной Шульгиной)           | 3:31         |
| 4.  | «Сердце из стекла» (совместно с Русланом Алехно) | 4:09         |
| 5.  | «Мы боимся любить»                               | 3:17         |
| 6.  | «Я буду ждать» (из К/Ф «Полярный рейс»)          | 3:13         |
| 7.  | «Я тебя отпустила»                               | 3:50         |
| 8.  | «По серпантину»                                  | 3:59         |
| 9.  | «Часики»                                         | 3:04         |
| 10. | «Мы вместе»                                      | 4:08         |
| 11. | «Нежность моя»                                   | 3:41         |
| 12. | «По дороге любви»                                | 3:51         |
| 13. | «Капелька»                                       | 3:53         |
| 14. | «Wild!»                                          | 3:45         |
| 15. | «The Party's Over»                               | 3:58         |
| 16. | «All That I Want»                                | 3:40         |